# Rønshoved Højskole
Rønshoved Højskole er en almen grundtvigsk højskole ved Flensborg Fjord grundlagt af Aage Møller i 1921 efter Genforeningen. Siden 2001 har Nina og Thue Kjærhus været forstanderpar på højskolen.
Højskolens profil er klassisk grundtvigsk. Højskolen har ikke linjefag, men udbyder en række forskellige åndelige, kreative, idrætslige og studieforberende fag. Som et speciale udbyder højskolen også undervisning i oldgræsk, hebraisk og latin.

## Historie
Aage Møller (1885-1978) var fynbo og grundlæggeren af den mytologiske højskoleretning, der fandt Grundtvigs arv truet af tidens kulturradikale tendenser og ville føre højskolebevægelsen tilbage til dens rødder. Han var nationalt og folkeligt orienteret og fortaler for Danmarks historiske ret til Sydslesvig. I 1941 solgte Møller højskolen til Hans Haarder (1905-1990). Møller blev herefter valgmenighedspræst i Mellerup i forfatteren Jakob Knudsens gamle menighed. 
Den nye ejer Hans Haarder (1905-90) var vestjyde, højskolelærer fra Askov og Rønshoved Højskoles første forstander med en akademisk uddannelse. Hans Haarder var i modsætning til Aage Møller en stærk forkæmper for sindelagsprincippet i grænselandet - det vil sige, at det nationale tilhørsforhold bør afgøres af befolkningens sindelag og ikke af eksempelvis historiske grænser og rettigheder.
Hans Haarders søn, nationaløkonomen Oscar Haarder, kom til Rønshoved fra Ryslinge Højskole i 1958 og var de facto medforstander på skolen frem til 1967, hvor han formelt delte forstanderposten med sin far. Da faderen trak sig tilbage i 1979, blev han alene forstander, hvilket han var frem til 1987. De tyve år, hvor Oscar Haarder var forstander på skolen, var en turbulent periode, hvor de danske højskoler blev udfordret af ungdomsoprøret. Oscar Haarder formåede at navigere igennem disse forstyrrelser og skabe en relativt rolig overgang mellem den gamle bondehøjskole og den moderne højskole.  
Den tidligere mangeårige minister i adskillige Venstreregeringer Bertel Haarder er søn af forstander Hans Haarder og bror til Oscar. Han er født og opvokset på højskolen.
I 1987 blev Oscar Haarder afløst af Laurids Kjær Nielsen (1936-2009), som var seminarieuddannet lærer og gift med indretningsarkitekt Marianne Kjær Nielsen. Laurids og Marianne Kjær Nielsen byggede hallen og moderniserede højskolens bygninger. De videreførte den linje, som Oscar Haarder havde påbegyndt. Kjær Nielsen var forstander i 9 år. I 1996 blev Marianne og Laurids Kjær Nielsen afløst af den læreruddannede Erik Lindsø, der kom fra Danebod Højskole, hvor han i en årrække havde været højskolelærer.  
I 2001 fik skolen for første gang to sønderjyder som forstandere - ægteparret Thue og Nina Kjærhus. Thue Kjærhus var fra 1994 til 2001 chef for LedelsesAkademiet i Slagelse, mens Nina Kjærhus kom fra en stilling som forstander på Slagelse Sprogcenter.
Thue Kjærhus er udover sit højskolevirke en ivrig værdikonservativ debattør, der bl.a. har været engageret i Rønshovedgruppen 2010-16, en samling af ligesindede intellektuelle og skribenter. Begrebet klassisk dannelse spiller en stor rolle i undervisningen på skolen, ligesom højskolen afholder et årligt efterårsmøde "Dannelse til tiden".

## Forstandere
- 1921 - 41 Aage Møller  (1885-1978)
- 1941 - 67 Hans Haarder (1905-1990)
- 1967 - 79 Hans Haarder og Oscar Haarder
- 1979 - 87 Oscar Haarder (1932-2011)
- 1987 - 96 Laurits Kjær-Nielsen (1936-2009)
- 1996 - 2001 Erik Lindsø (f. 1954)
- 2001 -    Thue Kjærhus (f. 1954) og Nina Kjærhus (f.1962)

## Ekstern henvisning
- Højskolens hjemmeside